# Tiro nos Jogos Olímpicos de Verão da Juventude de 2014
O tiro nos Jogos Olímpicos de Verão da Juventude de 2014 realizou-se entre 17 e 22 de Agosto na Base de Treinos de Desportos de Fangshan em Nanquim, China.

## Qualificação
Cada Comité Olímpico Nacional (CON) pode ter quatro atletas, um em cada evento. A China, como anfitriã, tem direito a uma vaga na pistola de ar a 10 metros de Rapazes e carabina de ar a 10 metros de Moças. Outros 24 lugares de cada evento foram decididos pela Comissão Tripartida. As restantes 54 vagas foram decididas em cinco torneios continentais de qualificação.
Para poder participar nas Olimpíadas da Juventude, os atletas devem ter nascido entre 1 de Janeiro de 1996 e 31 de Dezembro de 1999. Além disso, devem ter alcançado uma Pontuação Mínima de Qualificação (MQS), entre 1 de Abril de 2013 e 8 de Junho de 2014 num evento registado da Federação Internacional de Tiro Desportivo:
- Carabina de ar a 10 m Rapazes: 60 Tiros, Pontuação de 552
- Pistola de ar a 10 m Rapazesl: 60 Tiros, Pontuação de 540
- Carabina de ar a 10 m Moças: 40 Tiros, Pontuação de 368
- Pistola de ar a 10 m Moças: 40 Tiros, Pontuação de of 355

### Sumário
| Nação                      | Rapazes  | Rapazes | Moças    | Moças   | Atletas |
| Nação                      | Carabina | Pistola | Carabina | Pistola | Atletas |
| -------------------------- | -------- | ------- | -------- | ------- | ------- |
| GER Alemanha               |          |         | X        |         | 1       |
| RSA África do Sul          | X        |         |          |         | 1       |
| ARM Armênia                | X        | X       |          |         | 2       |
| ARG Argentina              | X        |         | X        |         | 2       |
| AUS Austrália              | X        | X       | X        | X       | 4       |
| AUT Áustria                |          |         | X        |         | 1       |
| AZE Azerbaijão             |          | X       |          |         | 1       |
| BAN Bangladesh             |          |         | X        |         | 1       |
| BLR Bielorrússia           |          |         |          | X       | 1       |
| BHU Butão                  | X        |         |          |         | 1       |
| BUL Bulgária               |          | X       |          | X       | 2       |
| CAN Canadá                 |          | X       |          | X       | 2       |
| QAT Catar                  | X        |         |          |         | 1       |
| CHN China                  | X        | X       | X        |         | 3       |
| COL Colômbia               |          | X       |          |         | 1       |
| KOR Coreia do Sul          |          | X       |          | X       | 2       |
| CRO Croácia                | X        |         | X        |         | 2       |
| KAZ Cazaquistão            |          | X       |          |         | 1       |
| DEN Dinamarca              |          |         |          | X       | 1       |
| EGY Egito                  |          | X       | X        | X       | 3       |
| UAE Emirados Árabes Unidos |          |         | X        |         | 1       |
| SVK Eslováquia             |          |         |          | X       | 1       |
| SLO Eslovênia              |          | X       |          |         | 1       |
| PHI Filipinas              | X        |         |          |         | 1       |
| FIN Finlândia              | X        |         |          |         | 1       |
| FRA França                 |          | X       |          |         | 1       |
| GRE Grécia                 |          |         |          | X       | 1       |
| GUA Guatemala              |          | X       |          |         | 1       |
| HUN Hungria                | X        |         |          |         | 1       |
| IND Índia                  | X        |         |          | X       | 2       |
| INA Indonésia              | X        |         |          |         | 1       |
| IRI Irã                    |          |         | X        |         | 1       |
| ITA Itália                 | X        |         |          |         | 1       |
| JPN Japão                  | X        |         |          |         | 1       |
| KUW Kuwait                 |          |         | X        |         | 1       |
| KGZ Quirguistão            |          | X       |          |         | 1       |
| LAT Letônia                |          |         |          | X       | 1       |
| MAS Malásia                |          | X       |          |         | 1       |
| MEX México                 | X        |         | X        | X       | 3       |
| MDA Moldávia               |          | X       |          |         | 1       |
| MGL Mongólia               |          |         | X        |         | 1       |
| NOR Noruega                |          |         |          | X       | 1       |
| PAK Paquistão              |          |         |          | X       | 1       |
| POL Polônia                |          |         |          | X       | 1       |
| CZE Chéquia                |          |         |          | X       | 1       |
| MKD Macedônia do Norte     |          |         | X        |         | 1       |
| RUS Rússia                 |          |         | X        | X       | 2       |
| SMR San Marino             |          |         | X        |         | 1       |
| SRB Sérvia                 | X        |         | X        |         | 2       |
| SIN Singapura              |          |         | X        | X       | 2       |
| SUI Suíça                  |          |         | X        |         | 1       |
| TPE Taipé Chinês           | X        |         |          | X       | 2       |
| TJK Tajiquistão            |          | X       |          |         | 1       |
| THA Tailândia              |          | X       |          |         | 1       |
| TUR Turquia                | X        |         |          |         | 1       |
| UKR Ucrânia                |          | X       | X        | X       | 3       |
| UZB Uzbequistão            | X        | X       |          |         | 2       |
| Total: 57 CONs             | 20       | 20      | 20       | 20      | 80      |

Carabina de ar a 10 m
| Evento                            | Local            | Data                                 | Total de vagas | Rapazes qualificados                                                     | Moças qualificadas                                                                         |
| --------------------------------- | ---------------- | ------------------------------------ | -------------- | ------------------------------------------------------------------------ | ------------------------------------------------------------------------------------------ |
| Anfitriões                        | -                | -                                    | 0/1            | -                                                                        | CHN China                                                                                  |
| Campeonato da Oceânia de 2013     | Sydney           | 29 Novembro a 5 de Dezembro de 2013  | 1              | AUS Austrália                                                            | AUS Austrália                                                                              |
| Campeonato Africano de 2014       | Cairo            | 17 a 26 de Fevereiro de 2014         | 1              | RSA África do Sul                                                        | EGY Egito                                                                                  |
| Campeonato Europeu de 2014        | Moscovo          | 26 de Fevereiro a 6 de Março de 2014 | 5/6            | ARM Armênia CRO Croácia HUN Hungria SRB Sérvia TUR Turquia               | GER Alemanha AUT Áustria CRO Croácia RUS Rússia SRB Sérvia UKR Ucrânia                     |
| Campeonato Asiático de 2014       | Cidade do Kuwait | 7 a 13 de Março de 2014              | 4/3            | CHN China IND Índia UZB Uzbequistão TPE Taipé Chinês                     | IRI Irã MGL Mongólia SIN Singapura                                                         |
| Torneio Americano de Qualificação | Forte Benning    | 26 de Março a 4 de Abril de 2014     | 2              | ARG Argentina MEX México                                                 | ARG Argentina MEX México                                                                   |
| Convite tripartido                | -                | -                                    | 7/6            | BHU Butão                                                                | BAN Bangladesh UAE Emirados Árabes Unidos KUW Kuwait MKD Macedônia do Norte SMR San Marino |
| Redistribuição de Wild Card       | -                | -                                    | 7/6            | QAT Catar PHI Filipinas FIN Finlândia INA Indonésia ITA Itália JPN Japão | SUI Suíça                                                                                  |
| TOTAL                             |                  |                                      |                | 20                                                                       | 20                                                                                         |

Pistola de ar a 10 m
| Evento                            | Local            | Data                                 | Total de vagas | Rapazes qualificados                                                                                               | Moças qualificadas                                                     |
| --------------------------------- | ---------------- | ------------------------------------ | -------------- | --- | ---------------------------------------------------------------------- |
| Anfitriões                        | -                | -                                    | 1/0            | CHN China | -                                                                      |
| Campeonato da Oceânia de 2013     | Sydney           | 29 Novembro a 5 de Dezembro de 2013  | 1              | AUS Austrália | AUS Austrália                                                          |
| Campeonato Africano de 2014       | Cairo            | 17 a 26 de Fevereiro de 2014         | 1              | EGY Egito | EGY Egito                                                              |
| Campeonato Europeu de 2014        | Moscovo          | 26 de Fevereiro a 6 de Março de 2014 | 4/6            | ARM Armênia BUL Bulgária FRA França UKR Ucrânia                                                                    | BUL Bulgária GRE Grécia LAT Letônia CZE Chéquia RUS Rússia UKR Ucrânia |
| Campeonato Asiático de 2014       | Cidade do Kuwait | 7 a 13 de Março de 2014              | 3/4            | KOR Coreia do Sul THA Tailândia UZB Uzbequistão                                                                    | KOR Coreia do Sul IND Índia SIN Singapura TPE Taipé Chinês             |
| Torneio Americano de Qualificação | Forte Benning    | 26 de Março a 4 de Abril de 2014     | 2              | CAN Canadá GUA Guatemala                                                                                           | CAN Canadá MEX México                                                  |
| Convite tripartido                | -                | -                                    | 8/6            | | PAK Paquistão                                                          |
| Redistribuição de Wild Card       | -                | -                                    | 8/6            | AZE Azerbaijão KAZ Cazaquistão COL Colômbia SLO Eslovênia KGZ Quirguistão MAS Malásia MDA Moldávia TJK Tajiquistão | BLR Bielorrússia DEN Dinamarca SVK Eslováquia NOR Noruega POL Polônia  |
| TOTAL                             |                  |                                      |                | 20 | 20                                                                     |

## Calendário
O calendário foi publicado pelo Comité Organizador dos Jogos Olímpicos da Juventude de Nanquim.
Todos os horários são pela hora padrão chinesa  (UTC+8).
| Data                 | Dia da semana | Hora de início | Evento                                              |
| -------------------- | ------------- | -------------- | --------------------------------------------------- |
| 17 de Agosto de 2014 | Domingo       | 09:00          | Qualificação Pistola de ar a 10 m feminino          |
| 17 de Agosto de 2014 | Domingo       | 11:00          | Finais Pistola de ar a 10 m feminino                |
| 18 de Agosto de 2014 | 2ª Feira      | 09:00          | Qualificação Pistola de ar a 10 m masculino         |
| 18 de Agosto de 2014 | 2ª Feira      | 11:15          | Finais Pistola de ar a 10 m masculino               |
| 19 de Agosto de 2014 | 3ª Feira      | 09:00          | Qualificação Carabina a 10 m feminino               |
| 19 de Agosto de 2014 | 3ª Feira      | 11:00          | Final Carabina a 10 m feminino                      |
| 20 de Agosto de 2014 | 4ª Feira      | 09:00          | Qualificação Carabina a 10 m masculino              |
| 20 de Agosto de 2014 | 4ª Feira      | 11:15          | Final Carabina a 10 m masculino                     |
| 20 de Agosto de 2014 | 4ª Feira      | 13:15          | Qualificação Pistola de ar a 10 m Equipas mistas    |
| 20 de Agosto de 2014 | 4ª Feira      | 15:00          | 1/16avos-final Pistola de ar a 10 m Equipas mistas  |
| 21 de Agosto de 2014 | 5ª Feira      | 09:00          | 1/4os-final Pistola de ar a 10 m Equipas mistas     |
| 21 de Agosto de 2014 | 5ª Feira      | 11:00          | Final Pistola de ar a 10 m Equipas mistas           |
| 21 de Agosto de 2014 | 5ª Feira      | 13:45          | Qualificação Carabina de ar a 10 m Equipas mistas   |
| 21 de Agosto de 2014 | 5ª Feira      | 15:30          | 1/16avos-final Carabina de ar a 10 m Equipas mistas |
| 22 de Agosto de 2014 | 6ª Feira      | 09:00          | 1/4os-final Carabina de ar a 10 m Equipas mistas    |
| 22 de Agosto de 2014 | 6ª Feira      | 11:00          | Final Carabina de ar a 10 m Equipas mistas          |

## Medalhistas
Pistola de ar a 10 m
| Evento                  | Ouro                                                                  | Prata                                                       | Bronze                                                         |
| ----------------------- | --------------------------------------------------------------------- | ----------------------------------------------------------- | -------------------------------------------------------------- |
| Masculino detalhes      | UKR Pavlo Korostylov                                                  | KOR Kim Cheong-yong                                         | FRA Édouard Dortomb                                            |
| Feminino detalhes       | POL Agata Nowak                                                       | RUS Margarita Lomova                                        | KOR Kim Min-jung                                               |
| Equipas mistas detalhes | BUL Lidia Nencheva UZB Vladimir Svechnikov IOC Equipes internacionais | SIN Teh Xiu Yi EGY Ahmed Mohamed IOC Equipes internacionais | LAT Agate Rasmane GUA Wilmar Madrid IOC Equipes internacionais |

Carabina de ar a 10 m
| Evento                  | Ouro                                                          | Prata                                                                | Bronze                                                                 |
| ----------------------- | ------------------------------------------------------------- | -------------------------------------------------------------------- | ---------------------------------------------------------------------- |
| Masculino detalhes      | CHN Yang Haoran                                               | ARM Hrachik Babayan                                                  | HUN István Péni                                                        |
| Feminino detalhes       | SUI Sarah Hornung                                             | SIN Martina Veloso                                                   | GER Julia Budde                                                        |
| Equipas mistas detalhes | EGY Hadir Mekhimar HUN István Péni IOC Equipes internacionais | ARG Fernanda Russo MEX José Santos Valdés IOC Equipes internacionais | UKR Viktoriya Sukhorukova TPE Lu Shao-chuan IOC Equipes internacionais |

## Quadro de medalhas
| Ordem | País                       | Medalha de ouro | Medalha de prata | Medalha de bronze |    | Ordem por total |
| ----- | -------------------------- | --------------- | ---------------- | ----------------- | -- | --------------- |
| –     | IOC Equipes internacionais | 2               | 2                | 2                 | 6  | –               |
| 1     | CHN China                  | 1               |                  |                   | 1  | 2               |
|       | POL Polônia                | 1               |                  |                   | 1  | 2               |
|       | SUI Suíça                  | 1               |                  |                   | 1  | 2               |
|       | UKR Ucrânia                | 1               |                  |                   | 1  | 2               |
| 5     | KOR Coreia do Sul          |                 | 1                | 1                 | 2  | 1               |
| 6     | ARM Armênia                |                 | 1                |                   | 1  | 2               |
|       | RUS Rússia                 |                 | 1                |                   | 1  | 2               |
|       | SIN Singapura              |                 | 1                |                   | 1  | 2               |
| 9     | GER Alemanha               |                 |                  | 1                 | 1  | 2               |
|       | FRA França                 |                 |                  | 1                 | 1  | 2               |
|       | HUN Hungria                |                 |                  | 1                 | 1  | 2               |
| TOTAL | TOTAL                      | 6               | 6                | 6                 | 18 |                 |